# Тейтельбаум, Йоэль
Рабби Йоэль Тейтельбаум (идиш יואל טייטלבוים‎, Тейтельбойм), называемый также реб Йойлиш или Сатмарский Ребе (1887, Сигет, Австро-Венгрия — 1979, Нью-Йорк, США) — основатель сатмарского хасидизма, один из крупнейших идеологов современного ультра-ортодоксального иудаизма. Занимал крайне отрицательную позицию по отношению к светской культуре и государству Израиль. Прозван «строителем общины» за роль в создании хасидской общины в США.

## Биография
Ребе Йоэль родился в семье сигетских цаддиков, ведущих свою родословную от ребе Мойше Тейтельбойма, изначально обосновавшегося в г. Уйхель или Шаторальяуйхей в Венгрии. Его отцом был реб Хананья Йом-Тов, ребе из Сигета. В 16 лет получил звание раввина от 8 представителей раввинского суда. Ребе Йоэль был младшим сыном, и поэтому после смерти отца не занял его место.
8 сентября 1905 года Йоэль поселился в Сатмаре (Трансильвания), где основал свой собственный крошечный хасидской двор, и его стали называть «ребе из Сатмара». В 1911 году он занял должность раввина города Иршава в Закарпатье; во время Первой мировой войны был отозван в Сатмар. В 1925 году избран раввином г. Карей, в 1928 Сатмара (Сату-Маре; Королевство Румыния). Его избрание вызвало массовый конфликт в городе, и он переехал туда только в 1934 году.
Ребе Йоэль довольно быстро получил широкую известность в Сатмаре и во всей Трансильвании. Многие ездили к нему с вопросами по галахе, его хаскаму (раввинскую рекомендацию) пытались получить почти все авторы новых книг по галахе и другими темам по иудаизму. Новых раввинов общины соглашались утвердить только после их проверки ребе Йоэлем. В этот период началась также активная полемика ребе Йоэля против сионизма, в котором он видел опасность для исполнения заповедей Торы. Однако его взгляды не были столь радикальными, как у ребе из Мункача (Мукачево). Известно об активной полемике между этими двумя крупнейшими хасидскими раввинами того периода.
Ребе Йоэль не призывал своих последователей покинуть Европу перед войной и многие члены его общины погибли в Освенциме. В начале войны он эвакуировался в Клаузенбург (Клуж-Напока), но там его задержали гестаповцы и заключили в гетто. В 1944 году ребе Йоэль вместе с группой своих хасидов был вывезен на поезде сиониста Кастнера в Швейцарию. В 1945 го]у он репатриировался в Палестину, где был признан лидером ультраортодоксальной антисионистской общины (Эда Харедит).
Ребе Йоэлю с его антисионистскими взглядами трудно было найти себя в государстве Израиль, и он предпочёл эмигрировать в США и воссоздать свою общину в Нью-Йорке, в районах Куинс и Уильямсберг. Там поселилось много беженцев из Трансильвании, представлявших различные направления хасидизма, и они постоянно призывали ребе Йоэля возглавить их. Хотя Тейтельбаум оставался в Нью-Йорке, в 1953 году он стал раввином ультраортодоксальной общины «Нетурей карто» в Иерусалиме, и время от времени приезжал в Израиль
Благодаря стараниям ребе Йоэля была быстро создана новая община со своими учебными учреждениями. Община получила название сатмарского хасидизма, и вскоре она стала крупнейшей хасидской общиной в мире. Через несколько лет район Уильямсберг оказался слишком тесен, чтобы вместить всех сатмарских хасидов, и ребе Йоэль создал новую общину близ города Монро в штате Нью-Йорк (округ Ориндж), названную Кирьяс-Джоэл. На 2023 год население общины города составляет свыше 41000 тысяч жителей.
Ребе Йоэль скончался в 1979 в Нью-Йорке. Его выдающуюся роль в современной еврейской истории отметили известные раввины, включая главу иешивы Поневеж, рава Элиэзера Шаха.
После его смерти его место занял его племянник р. Моше Тейтельбаум.

## Взгляды

### Антисионизм
Ребе Йоэль считал, что попытка создать еврейское государство до прихода Машиаха (мессии) является серьёзным нарушением Торы. Он опирался на трактат Кетубот 110A-111B в Вавилонском Талмуде: Бог заклял тремя клятвами еврейский народ и остальные народы. Первая: не пытаться подняться на стену силой (то есть не создавать своего государства перед приходом машиаха). Вторая: не восставать против народов. Третья: народы мира не будут порабощать евреев слишком сильно.
Стало быть, евреи не могут силой пытаться вернуть себе Эрец-Исраэль, а только с согласия народов мира, евреи не могут восставать против существующей нееврейской власти. Следовательно те пути, которыми было создано государство Израиль, не соответствуют договорённости, а государство Израиль является неправильным.

Сионисты соблазнили евреев нарушить три клятвы и создать еврейское государство до прихода Мессии… Это из-за сионистов было убито шесть миллионов евреев

### Возрождение иврита
Рав Йоэль считал, что иврит — святой язык, которым евреи со времён изгнания из своей страны не пользовались в обиходе, и таким ему следует и оставаться. В качестве языка повседневного общения надлежит использовать идиш. Сатмарские хасиды очень жёстко следуют взглядам своего учителя и во всех их общинах господствует идиш.
Ребе Йоэль выступал также против использования иврита как основного языка общения, поскольку это секуляризировало святой язык, и устанавливало принятие сефардского произношения вместо ашкеназийского. При этом Тейтельбаум не возражал против переселения в Израиль, осуществляемого не посредством массового иммиграционного движения, а в индивидуальном порядке, потому что Палестина не хуже, чем другие страны. Поселиться в Палестине как исполнение обязательства, по Тейтельбауму, относилось только к тем, кто проживал в стране и соблюдал предписания Торы.

### Место еврейской общины в современном мире
Большинство евреев уже не живут в местечках, где основную массу составляли евреи, а неевреи жили обособленно и с евреями мало контактировали. Современные евреи живут массами в больших городах и намного чаще соприкасаются с неевреями и сильнее подвержены влиянию современного мира. Ребе Йоэль считал, что, если не создать условий для самоизоляции, евреи потеряют свой духовный облик, свою культуру, и свою самобытность. Самоизоляция, следовательно, должна быть максимально жёсткой.
В соответствии с данными принципами ребе Йоэлема созданы общины в Нью-Йорке, Лондоне, Антверпене и в других местах. По мнению остальных жителей этих мегаполисов, возникает ощущение, что дух восточноевропейских «штетл» перенёсся туда во всем своём величии.

### Галаха
Ребе Йоэль считал, что следует придерживаться принципа «Хадаш асур мин ха-Тора» — «новшества запрещены Торой» (буквально, речь идёт об употреблении в пищу хлеба нового урожая до праздника Песах), иными словами следует сохранить все старые обычаи и устои как они есть.

## Общественное влияние
Тейтельбаум был главой оппозиции и инициатором многих споров, умел собрать вокруг себя много сторонников и оказывать влияние на хасидов в вопросах, которые действительно имели важное политическое значение.

## Отношения с другими еврейскими лидерами
Несмотря на разницу во взглядах, отношения между ребе Йоэлем и другими хасидским лидерами, в том числе с любавическим ребе, были в основном хорошие. Однако незадолго перед его смертью и после неё, последователи ребе Йоэля часто вступали в перепалки и даже столкновения с применением насилия с любавическими хасидами (а также хасидами других общин). В итоге хасидский мир разделился на два лагеря — сторонников ребе Йоэля и его идей, и его противников, хотя многие остались и посередине. Известно о дружеском отношении между ребе Йоэлем и Хазон Ишем, а также раввином из Бреста Ицхаком Зеэвом Соловейчиком. Высоко отзывался о ребе Йоэле рубу Ицхак Гутнер — крупнейший лидер еврейства США. К представителям ортодоксального модернизма ребе Йоэль относился крайне негативно, иногда даже игнорируя их раввинские знания и уважение в общине.